# Corrilário
O corrilário é um ser lendário das tradições portuguesas. Os corrilários são as almas penadas em figura de cão. Transformam-se em corrilários aqueles a quem faltaram palavras no baptismo, os que deixaram promessas por cumprir ou sofreram morte violenta. Vai ficar como corrilário por tanto tempo quanto era determinado que ele ainda vivesse se não tivesse morrido prematuramente. Tanto percorre caminhos direitos como atalhos enquanto os lobisomens só andam por caminhos direitos. Se um lobisomem morre antes de terminar o seu fadário, depois de morto termina os seus dias como corrilário.